# 竹田津敏信
竹田津 敏信（たけたづ としのぶ、1971年11月24日 - 2011年6月6日）は、日本のモーターサイクルジャーナリスト。大分県出身。

## 略歴
1996年にエイ出版社に入社。根本健らとともに、バイク雑誌『RIDERS CLUB』の編集に携わる。
2008年11月からは『RIDERS CLUB』編集長に就任、キャプテンタケタヅの愛称で親しまれた。
2011年6月6日、大阪府堺市南区豊田の堺・緑のミュージアム ハーベストの丘付近の路上で雑誌の撮影のため大型バイクを試乗中、対向車線をはみ出した乗用車と正面衝突し、頸椎を折るなどして死亡した。39歳没。

## 出演
- マン島TT 2009 ON-BIKE LAPS SPECIAL EDITION